# Стара Кубра
Стара Кубра (пол. Stara Kubra) — село в Польщі, у гміні Пшитули Ломжинського повіту Підляського воєводства.
Населення — 99 осіб (2011).
У 1975-1998 роках село належало до Ломжинського воєводства.

## Демографія
Демографічна структура станом на 31 березня 2011 року:
|          | Загалом | Допрацездатний вік | Працездатний вік | Постпрацездатний вік |
| -------- | ------- | ------------------ | ---------------- | -------------------- |
| Чоловіки | 50      | 16                 | 29               | 5                    |
| Жінки    | 49      | 9                  | 24               | 16                   |
| Разом    | 99      | 25                 | 53               | 21                   |